# MSP Warblefly
Le Warblefly est un drone de combat plus communément appelé drone suicide ou munition télé-opérée (MTO). Il a été conçu et il est produit par la société MSP depuis 2019 pour les forces spéciales et autres forces à déploiement rapide pour un théâtre opérationnel asymétrique.

## Description
La plate-forme de combat est un drone à ailes repliables éjecté pyrotechniquement à partir d'un tube lanceur. Le système peut être armé de plusieurs types d'ogives selon le type d'objectifs à atteindre: blindés légers, technicals, personnels, ou autres.
Le drone et son tube-lanceur sont très compacts et légers (6kg), ils peuvent tenir dans un sac à dos. Le système est piloté par un seul opérateur. L'optronique intégrée permet de viser la cible à l'aide d'un système d'analyse vidéo avec une caméra (optique en spectre visible ou infra-rouge) installée sur le fuselage.
Le drone peut retourner à la base en cas de mission avortée. La récupération se fera alors à l'aide d'un parachute. Le système peut être réutilisé après remise en condition de lancement.